# Riu Wisconsin
El riu Wisconsin és un afluent del riu Mississipi a l'estat nord-americà de Wisconsin. Amb 692 km de llargària, és el riu més llarg de l'estat. Té una conca hidrogràfica de gairebé 31.000 km².
El riu Wisconsin neix als boscos i llacs de North Woods al nord de Wisconsin, al desert de Lac Vieux, prop de la frontera de la península superior de Michigan. Flueix cap al sud a través de la plana glacial del centre de Wisconsin, passant per Wausau, Stevens Point i Wisconsin Rapids. Al sud de Wisconsin es troba amb la morrena terminal formada durant l'última edat glacial, on forma els Dells (congost) del riu Wisconsin. Al nord de Madison a Portage, el riu gira cap a l'oest, travessant les muntanyes Western Upland de Wisconsin i unint-se al Mississipi aproximadament a 4,8 km al sud de Prairie du Chien.
La cascada més alta del riu és Grandfather Falls al comtat de Lincoln.
El riu Wisconsin delimita els comtats d'Adams, Juneau, Columbia, Sauk, Dane, Iowa, Richland, Grant i Crawford dins del mateix estat de Wisconsin.